# سیارک ۵۱۲۰
سیارک ۵۱۲۰ (به انگلیسی: 5120 Bitias، نامگذاری:1988TZ1) پنج هزار و صد و بیستمین سیارک کشف شده‌است که در ۱۳ اکتبر ۱۹۸۸ کشف شد.
قدر مطلق سیارک برابر ۹٫۵۰ است.